# Wjatscheslaw Nikolajewitsch Gorpischin
Wjatscheslaw „Slava“ Nikolajewitsch Gorpischin (russisch Вячеслав Николаевич Горпишин; * 20. Januar 1970 in Chișinău) ist ein ehemaliger russischer Handballspieler. Seit seinem Karriereende ist er als Handballtrainer tätig.

## Karriere
Wjatscheslaw „Slava“ Gorpischin, der zuletzt für den Drittligisten HF Springe spielte und früher für die russische Männer-Handballnationalmannschaft auflief, wurde meist im linken Rückraum eingesetzt; die meisten Einsatzzeiten erhielt er in der Abwehr.
Wjatscheslaw Gorpischin begann in seiner Heimatstadt mit dem Handballspiel. Schnell fiel er Talentspähern auf und kam ins Jugendinternat von ZSKA Moskau, wo er auch in der ersten russischen Liga debütierte und 1994 sowie 1995 die russische Meisterschaft gewann. 1995 suchte Gorpischin eine neue Herausforderung und wechselte zur HG Erlangen in die Regionalliga. Mit der HGE stieg Gorpischin dann in die deutsche 2. Bundesliga auf. Insgesamt spielte er fünf Jahre in Erlangen, ehe er 2000 zur SG Leutershausen weiterzog. Als bei diesem Verein 2003 finanzielle Probleme auftraten, heuerte Gorpischin kurzfristig bei der TSG Friesenheim an. Nach nur einer Saison jedoch verabschiedete sich Gorpischin schon von den Pfälzern und ging zur Eintracht Hildesheim. Mit den Domstädtern stieg er 2006 in die Bundesliga auf, 2007 aber auch gleich wieder ab. Sein Vertrag bei den Hildesheimern lief 2008 aus. Gorpischin wollte sich nun mehr auf seinen Beruf konzentrieren. Ab 2008 spielte Gorpischin beim Verein HF Springe, mit dem er in der Saison 2008/09 den Aufstieg in die Regionalliga Nord feierte und im Jahr 2010 den HVN-Pokal des Handball-Verbands Niedersachsen gewann. Nachdem Gorpischin in der Saison 2014/15 mit Springe in die 2. Bundesliga aufstieg, beendete er seine aktive Karriere. Er übernahm das Traineramt der 2. Mannschaft der HF Springe und wurde Co-Trainer der 1. Mannschaft. Seit dem Ende der HF Springe trainiert er die HSG Deister-Süntel, in der die Handballfreunde aufgegangen waren. 2020 stieg das Team unter seiner Leitung in die Landesliga auf.
Wjatscheslaw Gorpischin hat in seiner Karriere 270 Länderspiele für die Nationalmannschaften der Gemeinschaft Unabhängiger Staaten und Russlands bestritten. Mit dem Vereintem Team wurde er Olympiasieger 1992 in Barcelona, blieb dabei aber ohne Einsatz. Bei den Spielen 2000 in Sydney wiederholte er den Triumph mit Russland. Bei der Weltmeisterschaft 1999 gewann er Silber, bei den Olympischen Spielen 2004 noch einmal Bronze. Nach letzteren beendete Gorpischin seine Nationalmannschaftskarriere.

## Privates
Gorpischin ist verheiratet und hat zwei Kinder. Sein in Erlangen geborener Sohn Sergei Gorpischin spielt ebenfalls Handball.